# Hector Dufranne
Hector Dufranne (25 octobre 1870, Mons - 4 mai 1951, Paris (7e)) est un artiste lyrique belge avec une voix de baryton-basse qui a chanté à l'opéra au cours d'une longue carrière. Il s'est produit dans de nombreuses salles d'opéra en Europe et aux États-Unis pendant quatre décennies. Admiré pour sa voix et son jeu d'acteur, Dufranne a participé à un grand nombre de premières mondiales, notamment le rôle de Golaud lors de la création de Pelléas et Mélisande de Claude Debussy en 1902, rôle qu'il a chanté 120 fois. Il avait une excellente technique de chant qui a permis de garder la qualité de sa voix, même à la fin de sa carrière. Sa large étendue vocale et sa riche voix sonore lui ont permis de chanter une variété de rôles tant dans l'opéra français qu'allemand et italien.

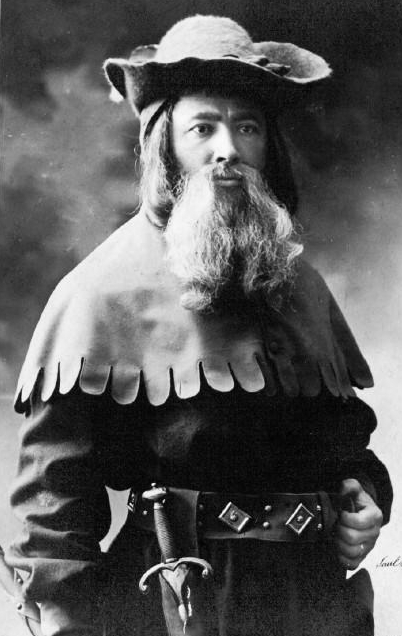
Hector Dufranne en Golaud dans Pelléas et Mélisande de Claude Debussy.

## Biographie
Dufranne est né à Mons. Il a étudié d'au Conservatoire de Bruxelles avec Désiré Demest avant de faire ses débuts professionnels à l'opéra en 1896 à La Monnaie dans le rôle de Valentin du Faust de Charles Gounod. Il est revenu dans cette salle l'opéra à plusieurs reprises pour chanter Grymping dans Fervaal de Vincent d'Indy (1897), Alberich dans Das Rheingold de Wagner (1898), Thomasdans  Thyl Uylenspiegel de Jan Blockx (1900), Thoas dans Iphigénie en Tauride de Gluck (1902), l'aubergiste dans Königskinder de Humperdinck (1912), et Rocco dans I gioielli della Madonna (en) de Ermanno Wolf-Ferrari (1913).
Dufranne a chanté à l'Opéra-Comique à Paris de 1900 à 1912, sa première apparition étant dans Thoas. Il a joué dans plusieurs premières mondiales dans ce théâtre, y compris Saluces dans Grisélidis (1901), le rôle de titre dans « L'Ouragan » (1901) d'Alfred Bruneau, Golaud dans Pelléas et Mélisande (1902), Amaury-Ganelon dans La Fille de Roland d'Henri Rabaud (1904), Koebi dans les Armaillis de Gustave Doret (1906), le rôle titre dans le Chemineau de Xavier Leroux, Clavaroche dans Fortunio d'André Messager (1907), le fiancé dans la Habanera de Raoul Laparra (1908), et Don Iñigo Gomez dans L'Heure espagnole de Ravel (1911). Il a aussi chanté Scarpia dans la première production à l'Opéra-Comique de Tosca (1909) de Giacomo Puccini.
Dufranne est apparu périodiquement à l'Opéra de Paris à partir de 1907. Il chanté notamment le rôle de Jean-Baptiste dans la première de Salomé (1910) de Richard Strauss. Il a également chanté à l'Opéra de Monte-Carlo où il a participé à deux premières mondiales, le rôle d'André Thorel dans Thérèse de Jules Massenet et le rôle titre dans Naïs Micoulin de Bruneau. En 1914, il reprend le rôle de Golaud dans sa seule apparition au Royal Opera, Covent Garden à Londres.
En 1908, Dufranne est allé pour la première fois aux États-Unis chanter avec la Manhattan Opera Company dans la première américaine de Pelléas et Mélisande. Il y est revenu pour plusieurs autres productions à partir de 1910, jouant le Prieur dans Le Jongleur de Notre-Dame (1909), Caoudal dans Sapho (1909), Rabo dans Herbergprinses de Jan Blockx (joué en italien sous le nom de La Princesse d'Auberge, 1909), Jean-Baptiste dans Salomé (1910) de Richard Strauss, et Saluces dans Grisélidis de Massenet (1910). Puis il a chanté avec la Chicago Grand Opera Company et la Chicago Opera Association (en) 1910-1922, y créant Léandre dans l'amour  des trois oranges (en français) de Sergueï Prokofiev, en 1921.
En 1922, Dufranne est revenu en France. En 1935, il a chanté à Amsterdam pendant peu de temps. En 1923, il a tenu le rôle de Don Quichotte dans la création de El retablo de Maese Pedro sous la direction du compositeur, Manuel de Falla. La représentation a lieu dans le théâtre privé de Winnaretta Singer, princesse Edmond de Polignac Il reprend le rôle à l'Opéra-Comique en 1928. En 1924, il joue au Théâtre des Champs-Elysées à la première mondiale de Les Burgraves de Léon Sachs.
Avec le déclenchement de la Seconde Guerre mondiale en 1939, Dufranne a pris sa retraite de la scène, avec sa dernière apparition dans le rôle de Golaud à l'opéra à Vichy. Il a vécu à Paris où il a enseigné le chant pendant de nombreuses années avant sa mort en 1951.
Sa voix est conservée sur un certain nombre d'enregistrements de CD historiques réalisés entre 1904 et 1928, qui ont été diffusés sous la référence: Musique en Wallonie CYP 3612. On peut ainsi écouter le premier enregistrement de L'heure espagnole (1931), et des extraits de Pelléas et Mélisande (1927).